# ميسرة المطغري
ميسرة المدغري  أو المطغري هو زعيم أمازيغي من قبيلة مطغرة الأمازيغية ومن أهم زعماء الخوارج الصفرية بالمغرب الأقصى، كان بروز دعوته سنة 122 هـ في طنجة ثم بويع خليفة على المغاربة. توفي سنة 740 م.

## مسيرته
كان شيخ قبيلته والمقدم فيها، وهي قبيلة مدغرة أو مطغرة التي تتفرع من بني فاتن بن تنصيت بن ضري بن زحيك بن مادغيس الأبتر و هي ليست من بطون زناتة و زناتة ليست من بطون مكناسة بل أولاد عمومة وزناتة و مكناسة يتفرعون من يحيى بن ضري بن زحيك بن مادغيش الأبتر ( جد القبائل البترية و إليه تنسب).
قام عبيدة السلمي بتولية أربعة ولاة على الأندلس (حيث كانت ولاية الأندلس تابعة لولاية المغرب) وفي عهد هشام بن عبد الملك عزله وولى بدلاً منه عبيد الله بن الحبحاب السلمي الذي كان جائراً مع الأمازيغ مما أدى إلى قيام الثورات في المغرب. فأرسل الأمازيغ ميسرة المضغري على رأس وفد إلى الشام لمقابلة الخليفة هشام بن عبد الملك والشكاية له عن مايحدث لهم من طرف الولاة، كان وزير هشام بن عبد الملك هو الأبرش الْكَلْبِيّ فمنعهم من مقابلة الخليفة. غضب الوفد مع ميسرة وعادوا إلى شمال أفريقيا وأعلنوا الثورة وقتلوا والي هشام بن عبد الملك على طنجة واتبعوا دعوة الخوارج الصفرية وتولى أمرهم ميسرة واحكم قبضته على بلاد الأمازيغ.
يقول ابن خلدون في كتابه  مقدمةابن خلدون:
| ميسرة المطغري | وبلغ الخبر بذلك إلى هشام بن عبد الملك فسرح كلثوم بن عياض في اثني عشر ألفاً من جنود الشام وولاه على إفريقية وأدال به من عبيد الله بن الحبحاب. وزحف كلثوم إلى البرابرة سنة 123 هـ حتى انتهت مقدمته إلى وادي سبو من أعمال طنجة فلقيه البرابرة هنالك مع ميسرة وقد فحصوا عن أوساط رؤوسهم ونادوا بشعار وكان ذكاؤهم في لقائهم إياه أن ملؤوا الشنان بالحجارة وربطوها بأذناب الخيل تنادي بها فتقعقع الحجارة في شنانها ومرت بمصاف العساكر من العرب فنفرت خيولهم واختل مصافهم وانجرت عليهم الهزيمة فافترقوا وذهب بلج مع الطلائع من أهل الشام إلى سبتة... ورجع إلى القيروان أهل مصر وأفريقية وظهرت الخوارج في كل جهة واقتطع المغرب عن طاعة الخلفاء ..ابن خلدون - مقدمة ابن خلدون. | ميسرة المطغري |

يقول ابن عذاري في كتابه البيان المُغْرِب في اختصار أخبار ملوك الأندلس والمغرب:
| ميسرة المطغري | ...وفي سنة 122 كانت ثورة البربر بالمغرب فخرج ميسرة المدغري وقام على عمر بن عبد الله المرادي بطنجة فقتله وثارت البرابر كلها مع أميرهم ميسرة ثم خلف ميسرة على طنجة عبد الأعلى بن حديج وزحف إلى إسماعيل بن عبيد الله بن الحبحاب إلى السوس فقتله ثم كانت وقائع كثيرة بين أهل المغرب الأقصى وأهل أفريقية يطول ذكرها وكان المغرب حينئذ قوم ظهرت فيهم دعوة الخوارج ولهم عدد كثير وشوكة كبيرة وهم برغواطة وكان السبب في ثورة الأمازيغ وقيام ميسرة انها انكرت على عامل ابن الحبحاب سوء سيرته كما ذكرنا وكان الخلفاء بالمشرق يستحبون طرائف المغرب ويبعثون فيها إلى عامل أفريقية فيبعثون لهم الأمازيغ السنيات فلما أفضى الامر إلى ابن الحبحاب مناهم بالكثير وتكلف لهم أو كلفوه أكثر مما كان فأضطر إلى التعسف وسوء السيرة فحينئذ عدة البرابر على عاملهم فقتلوه وثاروا بأجمعهم على ابن الحبحاب. ابن عذاري - البيان المُغْرِب في اختصار أخبار ملوك الأندلس والمغرب | ميسرة المطغري |

وبعد أن قتل الأمازيغ خليفتهم ميسرة المضغري بايع الأمازيغ على أنفسهم الخليفة خالد بن حميد الزناتي الذي هزم الأمويين وطرد العرب من المغرب وغرب الجزائر إلى الشرق. وتفرق أتباع ميسرة في شتى بلاد المغرب منهم طريف بن ملوك وابنه صالح بن طريف الذين أنشؤوا دولة لهم في تامسنا.